# Miquel Palau i Vila
Miquel Palau i Vila (Serrateix, Viver i Serrateix, Berguedà, 24 de juliol de 1868 - Cervera, Segarra, 16 d'octubre de 1929) fou un prevere claretià. Ha estat proclamat Servent de Déu per l'Església catòlica i el seu procés de beatificació està en marxa.

## Biografia
Miquel Palau va ingressar a la congregació dels Fills del Cor de Maria el 13 de gener de 1890. Fou enviat al seminari dels claretians de Cervera, on passà la resta de la vida. Hi feia els treballs de manteniment, essent el paleta i tenint al seu càrrec les instal·lacions elèctriques, d'aigua, etc. de la comunitat, instal·lada a l'antic edifici de la Universitat de Cervera.
Quan la congregació es va fer càrrec del Mas Claret, a set kilòmetres de Cervera, que seria la infermeria i casa de convalescència de la comunitat, el germà Miquel Palau va dur-ne a terme la remodelació i obres de reforma, construint-hi una nova ala com a residència. Simultàniament, era un home pietós i d'intensa vida espiritual, molt devot de la Mare de Déu, i un exemple de vida comunitària.
De constitució feble, en fer-se gran va començar a tenir problemes cardíacs i va morir a Cervera en 1929, amb 63 anys.

## Veneració
A petició de la comunitat cerverina de claretians, la diòcesi de Solsona va incoar el procés de beatificació en 1973, a causa de les virtuts heroiques de Palau. Ha estat proclamat servent de Déu.